# Phylocentropus narumonae
Phylocentropus narumonae är en nattsländeart som beskrevs av Malicky och Chantaramongkol 1997. Phylocentropus narumonae ingår i släktet Phylocentropus och familjen Dipseudopsidae. Inga underarter finns listade i Catalogue of Life.